# Burnand
Burnand ist eine französische Gemeinde mit 122 Einwohnern (Stand 1. Januar 2022) im Département Saône-et-Loire in der Region Bourgogne-Franche-Comté (vor 2016 Bourgogne). Die Gemeinde gehört zum Arrondissement Chalon-sur-Saône und zum Kanton Cluny (bis 2015 Saint-Gengoux-le-National).

## Geografie
Burnand liegt etwa 37 Kilometer nordnordwestlich von Mâcon und etwa 26 Kilometer südwestlich von Chalon-sur-Saône.
Nachbargemeinden von Burnand sind Saint-Maurice-des-Champs im Norden, Saint-Gengoux-le-National im Osten und Nordosten, Savigny-sur-Grosne im Südosten, Curtil-sous-Burnand im Süden, Saint-Clément-sur-Guye im Westen sowie Vaux-en-Pré im Nordwesten.

## Bevölkerungsentwicklung
| Jahr                      | 1962 | 1968 | 1975 | 1982 | 1990 | 1999 | 2006 | 2013 |
| Einwohner                 | 174  | 154  | 121  | 113  | 115  | 122  | 113  | 125  |
| Quelle: Cassini und INSEE |      |      |      |      |      |      |      |      |

## Sehenswürdigkeiten

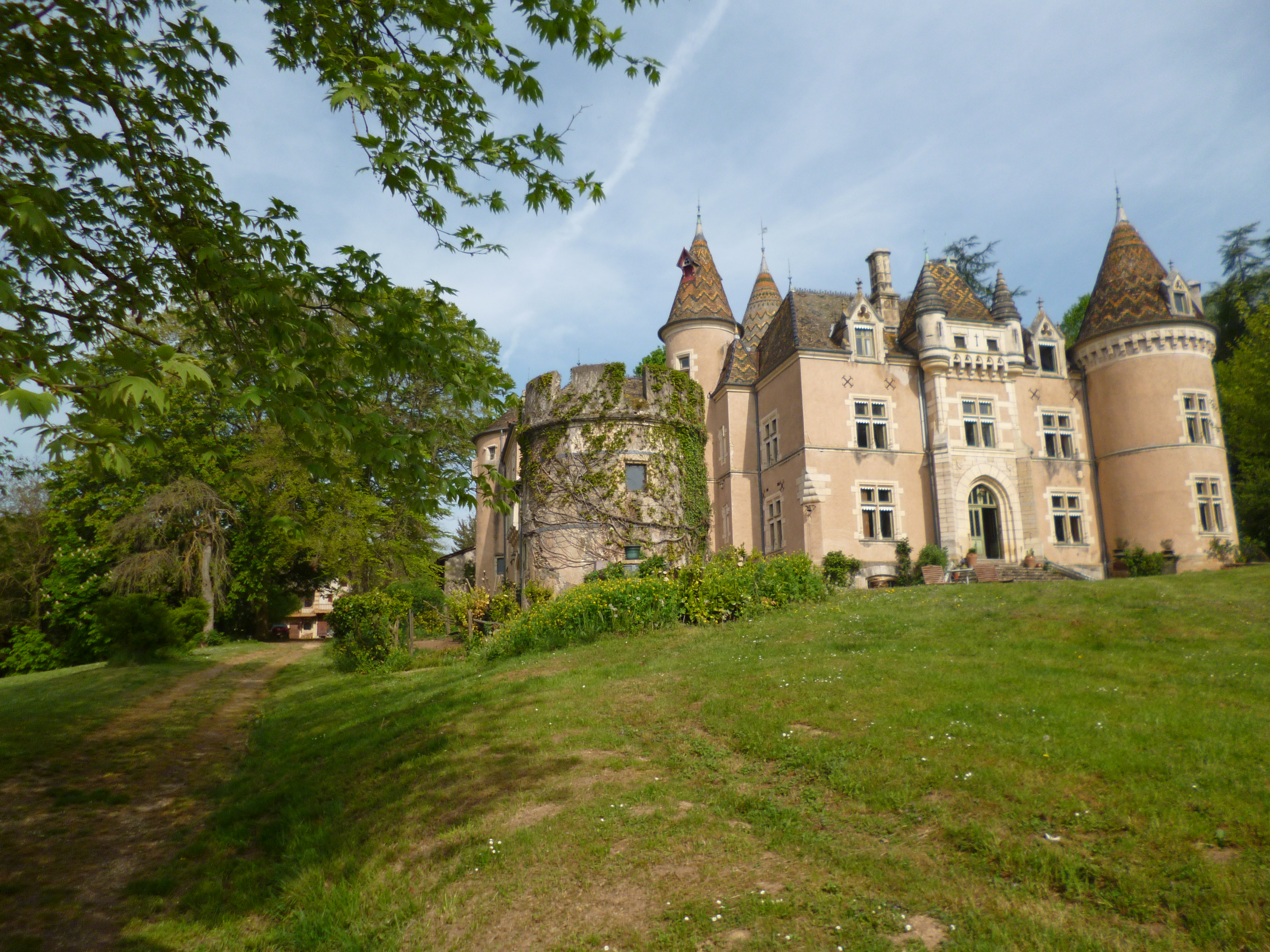
Schloss Burnand

- Kirche Saint-Nizier, zwischen 940 und 980 erbaut, Monument historique seit 1994
- Schloss Burnand aus dem 15. Jahrhundert